# فرهنگ بادکوبه
فرهنگ بادکوبه بازیکن سابق فوتبال است.

## دوران حرفه‌ای
بادکوبه بازیکن تیم‌های تاج و پاس در دهه ۱۳۴۰ خورشیدی بود. ضمن این، که سابقه حضور در تیم افسر (از تیم‌های خانواده تاج) را نیز داراست. وی از مفاخر تاریخ باشگاه پاس و از بازیکنان پرافتخار رده باشگاهی ایران است.

## افتخارات

### به عنوان بازیکن

##### پاس
- جام باشگاه‌های تهران: ۴۵–۱۳۴۴
- قهرمانی کشور: ۱۳۴۶ * ۱۳۴۷
- جام حذفی تهران: ۱۳۴۷
- لیگ ایران: ۱۳۵۵

##### تاج
- جام باشگاه‌های تهران: ۵۰–۱۳۴۹
- جام باشگاه‌های آسیا: ۱۹۷۰
- لیگ ایران: ۱۳۴۹
- جام میلز هندوستان: ۱۹۷۰ * ۱۹۷۱[۲]